# Giacomo Giuseppe Saratelli
Giacomo Giuseppe Saratelli   (Bolonya, 1682 - Venècia, 1762)
Giacomo Giuseppe Saratelli (Bolonya, 16882 - Venècia, 1762), va ser un compositor italià.
De ben jove marxà de la seva vila natal vers Venècia, on estudià amb el mestre Antonio Lotti. El 1740 fou nomenat mestre de capella de la Basílica de Sant Marc, de Venècia, ocupant la plaça de primer mestre des de 1747 fins a la seva mort. També va ser professor del Conservatori dels Mendicanti.
Les seves obres principals són: Victimae paschali a 5 veus amb instruments; Confitebor, a 4 veus amb instruments; In te Domine speravi, a dos cors amb dos orgues, i un Kyrie.